# Herpesvirales
Herpesvirales (do grego: herpes, arrepio + do latim: virales, relativo a vírus) é uma ordem de vírus segundo a classificação taxonômica da ICTV. Na classificação de Baltimore as famílias desta ordem pertencem a classe I: dsDNA virus. Compreende vírus envelopados e com o vírion esférico.